# Jezioro Ostrowskie (kujawsko-pomorskie)
Jezioro Ostrowskie – jezioro w Polsce, położone w województwie kujawsko-pomorskim, w powiecie mogileńskim, w gminie Strzelno i gminie Jeziora Wielkie, na obszarze Pojezierza Żnińsko-Mogileńskiego.

## Charakterystyka
Jest to jezioro polodowcowe typu rynnowego. Z powodu obniżenia lustra wody jezioro uległo podziałowi na dwie odrębne części:
- część zachodnia (basen Ostrowo, 212,9 hektara[3]), którą stanowi długa na prawie 7 km, wąska rynna, z serią przegłębień oddzielonych podwodnymi progami. Jej otoczenie stanowi zwarty kompleks leśny. W latach 80. w jeziorze, na wysokości miejscowości Ostrowo, funkcjonowała sadzowa hodowla pstrąga;
- część wschodnia (basen Przyjezierze, 101,6 hektara[3]), szersza, która posiada urozmaiconą rzeźbę dna i rozległą partię litoralu porośniętego przez łąki ramienicowe. Nad tą częścią jeziora położona jest wypoczynkowa miejscowość Przyjezierze. Zlokalizowano tutaj liczne ośrodki wypoczynkowe i plaże. Szacuje się, że w ciągu sezonu letniego miejscowość odwiedza około 100 tys. osób.

## Morfometria
Głębokość maksymalna jeziora wynosi 32,6 m, długość 6,6 km, a powierzchnia 349 ha (w 1960 było to 314,5 ha, a w 2009, po znacznym obniżeniu stanu wód – 252,4 ha).
Naturalne warunki jeziora pozwalają przyporządkować je do korzystnej II kategorii podatności na degradację. Ocena stanu czystości dla całego jeziora odpowiada poprawnej – II klasie czystości. Jakość wód jest jednak wyraźnie zróżnicowana w poszczególnych częściach. W partii zachodniej ustala się na pograniczu III/II klasy, natomiast we fragmencie zachodnim na granicy II/I klasy czystości. Gorsza jest przede wszystkim kondycja tlenowa w części zachodniej, gdzie latem poniżej głębokości 6 metrów panowały warunki beztlenowe. W basenie wschodnim deficyty tlenowe występowały jedynie w stosunkowo wąskiej strefie naddennej. Zasadniczo różniła się także koncentracja chlorofilu a, będącego wskaźnikiem produkcyjności jeziora. Średnia wartość tego parametru w zachodnim fragmencie odpowiadała III klasie czystości, we wschodnim była znacznie poniżej wartości charakterystycznej dla I klasy czystości. W efekcie przezroczystość wody zmieniała się z poniżej 1 m w basenie zachodnim, do ponad 5 m – we wschodnim. Analizując zmiany wieloletnie, można uznać, że w ciągu 30 lat nastąpiła degradacja jakości wód większej części jeziora. Doszło tutaj także do zdecydowanie niekorzystnych zmian w składzie roślinności zanurzonej. Wschodni basen jeziora pomimo niezwykle silnej presji turystycznej, utrzymuje cechy jeziora mezotroficznego, a więc o wodach wysokiej jakości.

## Zagrożenie
Na początku XXI wieku zaobserwowano systematyczne opadanie lustra wody w jeziorze. Kujawsko-Pomorski Zarząd Melioracji i Urządzeń Wodnych uważa, że możliwą przyczyną obniżania się poziomu wód jest występujący w pobliżu jezior lej depresyjny spowodowany działalnością Kopalni Węgla Brunatnego Konin, który spowodował obniżenie się lustra wody o 1,79 m i powiększenie się plaży o 200 m. Wielkopolska Komisja do Spraw Ocen Oddziaływania na Środowisko przy Wojewodzie Wielkopolskim uznała, że niewątpliwą przyczyną obniżania się zwierciadła wody jest susza od 2002, a wpływ kopalni jest niewykluczony. W celu ustalenia rzeczywistych przyczyn tego zjawiska zlecono wykonanie odpowiednich ekspertyz. Na działalność kopalni złożone zostały skargi do polskich władz oraz do Komisji Europejskiej.
Najwięcej na kurczeniu się jeziora traci fauna je zamieszkująca i okoliczne lasy Nadleśnictwa Miradz, w którym znajduje się jezioro.
Nad brzegiem jeziora położona jest miejscowość wypoczynkowa Przyjezierze. Zmniejszanie się powierzchni zbiornika powoduje spadek liczby odwiedzających to miejsce turystów, co niekorzystnie odbija się na dochodach właścicieli pensjonatów i sklepikarzy.
Wyższe od przeciętnych opady w okresie od stycznia 2010 do lutego 2011 spowodowały znaczny wzrost poziomu lustra wody w jeziorze.